# Карін тер Бек
Карін тер Бек (нід. Carin ter Beek, 29 грудня 1970) — нідерландська академічна веслувальниця.
Срібна призерка Олімпійських Ігор 2000 року в складі вісімки.